# Peltigera dolichorhiza
Peltigera dolichorhiza är en lavart som först beskrevs av William Nylander och fick sitt nu gällande namn av William Nylander. 
Peltigera dolichorhiza ingår i släktet Peltigera och familjen Peltigeraceae.   Inga underarter finns listade i Catalogue of Life.